# Jean-François Sarrasin
Pour les articles homonymes, voir Sarrasin.
 (mai 2019).
Jean-François Sarrasin, baptisé le 25 décembre 1614 à Caen (Saint-Pierre) et mort le 5 décembre 1654 à Pézenas, est un écrivain français.

## Biographie

### Ses débuts
Fils de Roger Sarrasin, trésorier-général de France à Caen, Jean-François Sarrasin fut éduqué à Hermanville. Après avoir terminé ses études, Sarrasin vint à Paris, où il rivalisa comme auteur de vers de société avec Voiture, mais il ne fut jamais admis au petit cercle de l’hôtel de Rambouillet. Bien que d'humeur égale et peu susceptible d’un vain amour-propre, Sarrasin ne put toutefois se défendre d’un sentiment de jalousie contre Benserade et Voiture « à cause de ce que Voiture était bien venu de M. le prince et des princesses et fréquentait l’hôtel de Rambouillet, et que Benserade, qui était bien auprès des filles de la reine, occupait toute la cour, tandis que lui, Sarrasin, arrivant à Paris en modeste équipage, était dans le même temps forcé, pour ainsi dire, de s’introduire chez de simples bourgeois »[réf. nécessaire].
Surnommé « Amilcar » par les Précieuses, il était intime avec Ménage, Pellisson, Madeleine de Scudéry et Scarron avec qui il a échangé des vers. Il a soutenu Scudéry en 1639 dans son attaque contre Corneille avec un Discours de la tragédie et alla jusqu'à demander à l’Académie de déclarer la pièce de Scudéry l’Amour tyrannique le chef-d’œuvre de la scène française.

### Les voyages
Présenté au comte de Chavigny, secrétaire d’État aux Affaires étrangères, il l’accompagna dans divers voyages diplomatiques. Ce ministre, qui avait reconnu le parti qu’on pouvait tirer des connaissances acquises et de l’esprit naturel de son protégé, le chargea d’une mission à Rome auprès du pape Urbain VIII, amateur éclairé des belles-lettres. Sarrasin reçut 4 000 livres pour ses premiers frais de voyage ; mais au lieu de leur donner cette destination, il n’eut rien de plus pressé que de les dissiper en parties de plaisir avec une maîtresse qu’il avait rue Quincampoix. M. de Chavigny voulut bien fermer les yeux sur cette escapade, en l'attribuant à la fougue de l’âge, et son intervention sauva le poète des rigueurs de la Cour, mais ceci eut pour conséquence d’affaiblir sa position avec Chavigny qui se sépara de lui à l’hiver 1643-1644. Une autre sujet de jalousie de Sarrasin à l’égard de Voiture venait encore de ce qu’étant chez de Chavigny, il était regardé par celui-ci comme un domestique ou à peu près, ne s’asseyant pas à sa table, alors que chaque fois que Voiture venait à l’hôtel, il y mangeait et était traité en ami par le maître[réf. nécessaire].
Peu de temps après, Sarrasin entreprit un voyage en Allemagne, où il sut gagner les bonnes grâces de la princesse Sophie, fille du roi de Bohême et amie de Descartes, mais sans autre résultat. De retour en France, il reconstitua sa fortune écornée par ses voyages en épousant la riche veuve d’un maître des comptes, union, cimentée d’un côté par l’amour et de l’autre par l’intérêt, qui ne fut pas heureuse. Trop de contrastes s’opposaient à l’harmonie dans un tel ménage, qui fut de courte durée : Sarrasin, d’une humeur libre et enjouée, ne pouvait longtemps s’accommoder d’une femme âgée, chagrine, fantasque, et qui, comme il le disait lui-même, portait son caractère sur sa figure[réf. nécessaire]. Un jour qu’il se plaignait à Ménage des tracasseries auxquelles il était chaque jour exposé de la part de sa femme qui venait de lui refuser quelque argent, « Couchez avec elle, lui dit Ménage.— Eh ! par Dieu, couchez-y vous-même », lui répondit Sarrasin.
De guerre lasse, il rompit sa chaîne, et, par l’entremise du cardinal de Retz et de la duchesse de Longueville, entra comme secrétaire de ses commandements, en 1648, dans la maison du prince de Conti, dont il aidera, en 1653-1654 à négocier le mariage avec la nièce de Mazarin. « Il sut, en peu de temps se rendre indispensable, et le prince, tout en le maltraitant, en vint à ne pouvoir se passer de lui. Il le mettait de tous ses voyages. La tournure d’esprit particulière à Sarasin se sait bien à travers cette aventure assez singulière : le maire et les échevins d’une petite ville attendaient un jour le prince sur son passage pour le complimenter à la portière de son carrosse. Le harangueur étant demeuré court à la seconde période de son discours, sans pouvoir, malgré tous ses efforts, en retrouver la suite, Sarrasin sauta lestement de l’autre portière, et ayant fait le tour du carrosse, prit la place du maire, et termina la harangue d’après le sens primitif, mais d’une manière si burlesque, avec des expressions si sérieusement bouffonnes, que le prince ne put retenir un éclat de rire. Le plus plaisant fut que le maire et les échevins, remerciant Sarrasin de les avoir tirés de ce mauvais pas, lui offrirent, comme au prince, le vin de la ville[réf. nécessaire] ».

### L'œuvre
En 1644 Sarrasin se joignit à l’avocat Charles Feramus et à Ménage dans la guerre des pamphlets contre le parasite pédant Pierre de Montmaur avec sa satire Bellum parasiticum. Accusé d’avoir écrit des mazarinades, il renonça, pendant une courte période, à la pratique de la poésie.

Les plus considérables de ses poésies sont les fragments épiques de Rollon conquérant, la guerre espagnole, l’épopée burlesque contre l’inventeur du genre des bouts-rimés Dulot vaincu, ou la Défaite des bouts-rimés (1649, poème spirituel en 4 chants) et la Pompe funèbre en l’honneur de Voiture. Il a probablement été surestimé comme poète. Toutefois, signale Antoine Adam dans son Histoire de la littérature française au XVIIe siècle, il a « admirablement compris et traduit » Virgile. Ses deux Églogues fourmillent de réminiscences virgiliennes. Dans la deuxième partie de celle titrée « Orphée », il traduit très fidèlement les soixante-quatorze vers de l'histoire d'Orphée dans le chant IV des Géorgiques, en supprimant seulement l'allusion à Aristée. Pour Antoine Adam, Sarrasin a, « le premier en France, transporté dans notre langue une des formes les plus émouvantes et les plus belles de la poésie de tous les temps. On est même tenté, devant certaines réussites, de soutenir qu'avec [lui], et grâce à lui, commence dans notre histoire littéraire cette tradition virgilienne qu'ont illustrée Racine, André Chénier et Anatole France ». Comme preuve, il cite les adieux d'Eurydice, « ces admirables vers » que l'éditeur de Sarrasin avait déjà relevés : 
Prends ce dernier adieu : l'obscurité plus forte

D'un tourbillon épais m'enveloppe et m'emporte,

Et je te tends en vain, pour gages de ma foi,

Ces inutiles mains qui ne sont plus à toi.
Il est l’auteur de deux excellents récits en prose, l’Histoire du siège de Dunkerque (1649) et la Conspiration de Walstein (1651), inachevée dont l’élégance et la simplicité ont été comparées au Charles XII de Voltaire[Par qui ?]. Il a également écrit en latin sous le pseudonyme d'Atticus secundus.
Ses œuvres ont été publiées après sa mort par Gilles Ménage. Pellisson, dans son discours sur les œuvres de Sarrasin, et comme pour donner plus de force à ce qu’il dit de la souplesse et de la fécondité de son esprit, invoque le témoignage de ce même prince de Conti, « d’un prince qui ne juge pas par les yeux et par le raisonnement d’autrui, mais par les siens propres, et qui mille fois, quoique environné d’une foule de personnes de qualité et de mérite, trouva comme une cour tout entière en M. Sarrasin, soit qu’il fallût délibérer, exécuter ou négocier en des affaires importantes et publiques, soit qu’il eût à se reposer sur quelqu’un de la conduite de sa maison et de ses affaires particulières, soit qu’il cherchât un entretien solide et savant, soit qu’il eût besoin de se délasser dans un entretien agréable. »

### Décès
Ses biographes ont pu dire, sur la foi de preuves insatisfaisantes, que sa mort avait été provoquée par le prince de Conti, Gouverneur du Languedoc résidant à Pézenas, dans un moment de passion. S’étant mêlé d’une affaire particulière à son noble patron, celui-ci se serait, dit-on, oublié au point de le frapper avec des pincettes et serait mort de chagrin, ce que dit cette épigramme.
Deux charmants et fameux poètes,

Disciples de Marot, Ducerceau, Sarrasin,

Ont éternisé les pincettes,

Le premier par ses vers, et l’autre par sa fin.
D’autres biographes ont pu dire qu’il avait été empoisonné par un mari jaloux qui n’employait pas d’autre moyen pour se débarrasser des amants de sa femme, histoire sûrement causée par la propension bien connue du poète aux aventures galantes, mais il serait en réalité mort de la fièvre. La Gazette de Loret rapporte d’ailleurs en date du 5 décembre 1654 :
Sarrasin, cet aimable esprit

Dont on voit maint sublime écrit,

Est à Pézenas si malade,

Qu’il n’use plus que de panade.

## Publications
- Les Œuvres de Monsieur Sarasin, Paris, Augustin Courbé, 1656 lire en ligne sur Gallica
- Œuvres de J.-Fr. Sarrasin, éd. Paul Festugière, 2 vol., Paris, Champion, 1926 livre sur Google Livres
- Œuvres de Sarrazin, N. Detangle, 1826 lire en ligne sur Gallica
- Petits chefs-d’œuvre historiques, Paris, Didot, 1863
- Coq-a-l’asne, ou, Lettre burlesque du Sieur Voiture ressuscité au preux cheualier Guischeus, alias le Mareschal de Grammont sur les affaires et nouuelles du temps. Paris, Chez la veufve & heritiers de l’autheur..., 1649 lire en ligne sur Gallica
- La Pompe funebre de Voiture, avec la clef [s.l.s.n.], 1649 lire en ligne sur Gallica
- Attici Secundi G. Orbilius Musca, sive Bellum parasiticum, satira, 1644 lire en ligne sur Gallica
- « Opinions du nom et du jeu des eschets (1647-48) », dans Les Œuvres de Monsieur Sarasin, Paris, Augustin Courbé, 1656
- Nouvelle traduction de l’Ariste de Virgile, Lyon, veuve de P. Muget, 1668
- Lettre d’un marguillier de Paris a son curé : sur la conduite de monseigneur le coadjuteur, Paris, [s.n], 1651
- La Conspiration de Valstein, Paris, 1656 (dans Les Œuvres de Monsieur Sarasin, Paris, Augustin Courbé, 1656, p. 89-136. Réédition par Bruno Tribout, La Conspiration de Wallenstein,  p. 73-162 dans Sarasin, Saint-Réal, Le Noble, Trois récits de conjuration, Paris, Hermann Éditeurs, 2015.
- Discours de la tragédie, ou remarques sur l’amour tyrannique de Monsieur de Scudéry, Paris, [s.n.], 1659
- Lettre d’vn inconnev envoyee a vn sien amy a S. Germain en Laye. En vers burlesque, A Paris chez Michel Mettayer, Imprimeur ordinaire du Roy, demeurant en l’Isle Notre Dame sur le Pont Marie au Cigne, 1649 livre sur Google Livres

## Hommages
La rue d'Hermanville où se trouve la maison que Jean-François Sarrasin a habitée porte aujourd'hui son nom, sous la forme rue Jean François Sarasin. La médiathèque de la localité lui est également dédiée. Ces deux lieux sont signalés par des panneaux commémoratifs.
À Pézenas, un boulevard dans le centre-ville porte son nom.